# Карабуруни
Карабуруни (алб. Gadishulli i Karaburunit) — самый крупный полуостров Албании, национальный парк и военная зона, постоянного населения не имеет. Является западной оконечностью Акрокераунских гор. Мыс Гюхеза (Акрокера́вния, др.-греч. Ἀκροκεραύνια, Лингвета, итал. Linguetta) является самой западной точкой Албании. Наивысшая точка — гора Кора высотой 825 м над уровнем моря.

## Описание

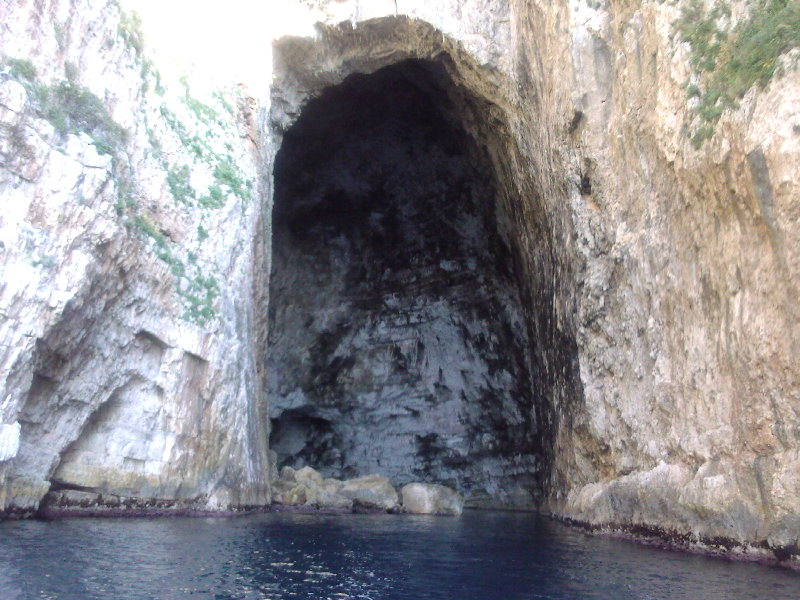
Грот в неприступном скалистом берегу полуострова

Самый крупный полуостров Албании, расположен в юго-западной части страны. Длина — 16 километров, ширина — 3-4,5 километров, площадь — 62 квадратных километров. Административно относится к округу Влёра, омывается водами Адриатического и Ионического морей (пролив Отранто), которые в этом месте являются частью национального морского парка «Карабурун-Сазан». В пяти километрах к северу от полуострова находится крупнейший остров государства — Сазани, самая западная точка Албании, при этом сам полуостров Карабурун является самой западной точкой континентальной Албании.
Высшая точка полуострова — гора Корета (826 м), на которой в начале 2000-х годов разместили телекоммуникационную антенну.
Известно, что полуостров посещали такие видные исторические фигуры, как Марк Антоний и Мануил II Палеолог по пути в Венецию. В ясную погоду с вершин Карабуруна невооружённым взглядом виден итальянский полуостров Салентина и город Отранто.
Источников питьевой воды на полуострове нет. Из фауны можно выделить живущих здесь логгерхедов, которые откладывают яйца на местных пустынных берегах, и белобрюхих тюленей — оба эти животных находятся под угрозой исчезновения. Флора скудная, из деревьев преобладают дубы и сосны.
С 2008 года реализуется (совместно с Италией) проект постройки на полуострове комплекса ветряных электростанций, одного из крупнейших в Европе, что вызвало протесты албанской оппозиции.

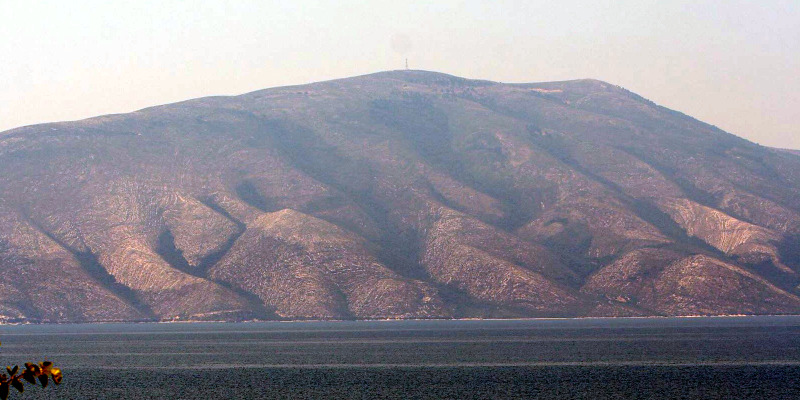
Полуостров Карабурун

Берег полуострова был опасен для мореплавателей. Древнеримский поэт Гораций писал:

Смерти разве страшился тот,

Кто плавучую мразь, оком не дрогнув, зрел,

Чрево вздутое волн морских,

Скал подводных грозу — Акрокеравнии?
Оригинальный текст (лат.)Quem Mortis timuit gradum

Qui siccis oculis monstra natantia,

Qui vidit mare turgidum et

Infames scopulos Acroceraunia?

## Галерея

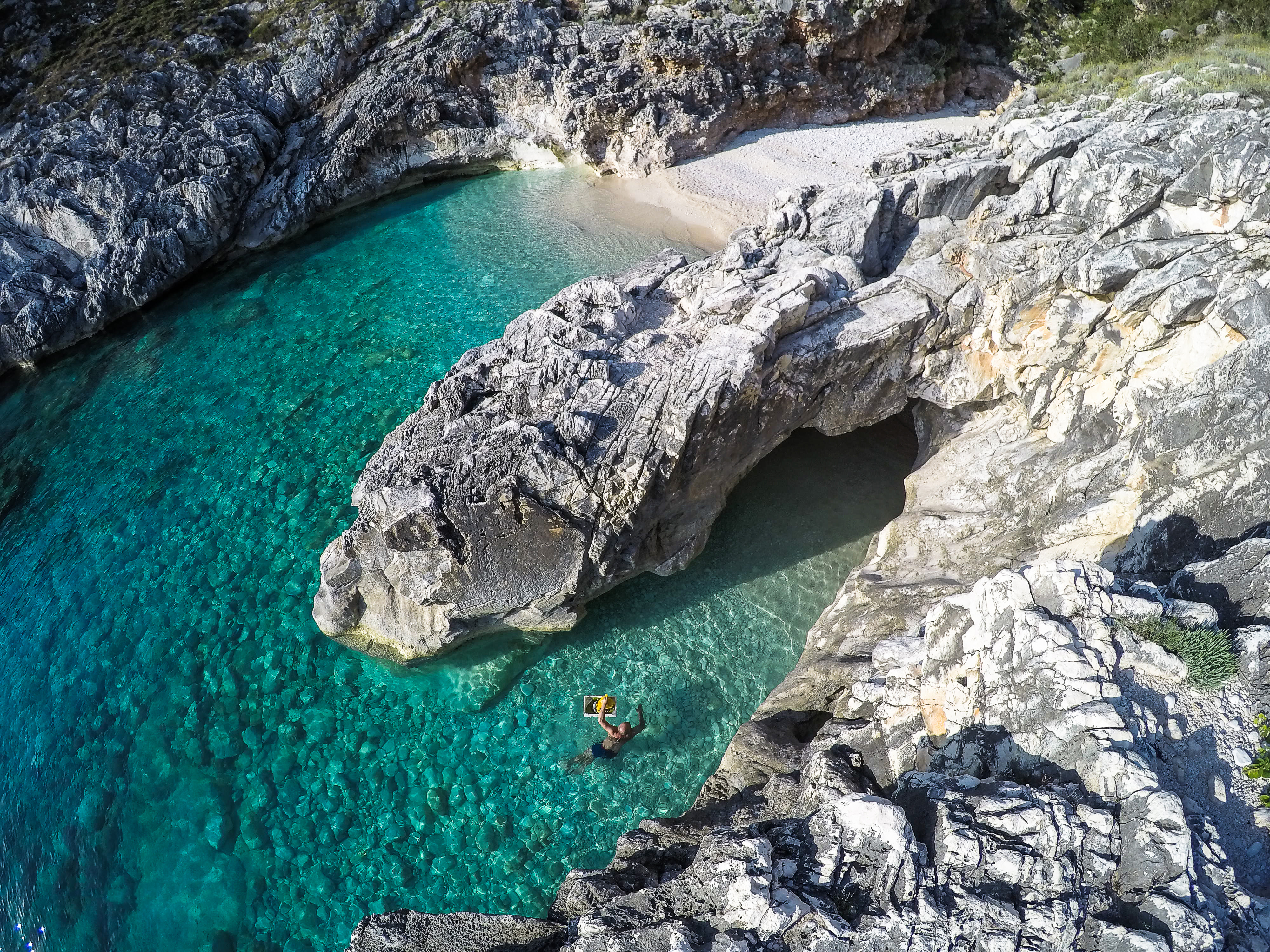
Залив Скалом
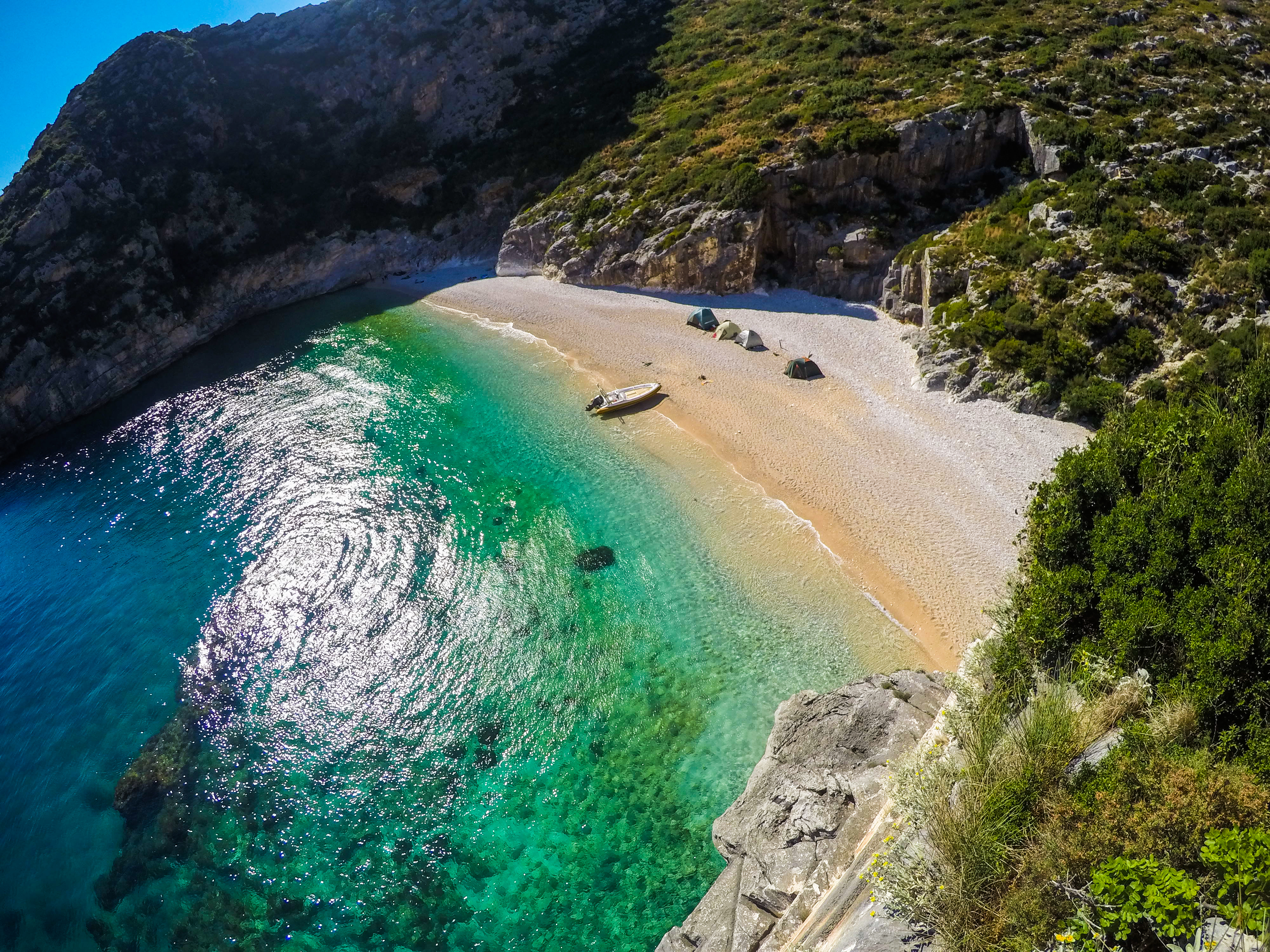
Залив Грам
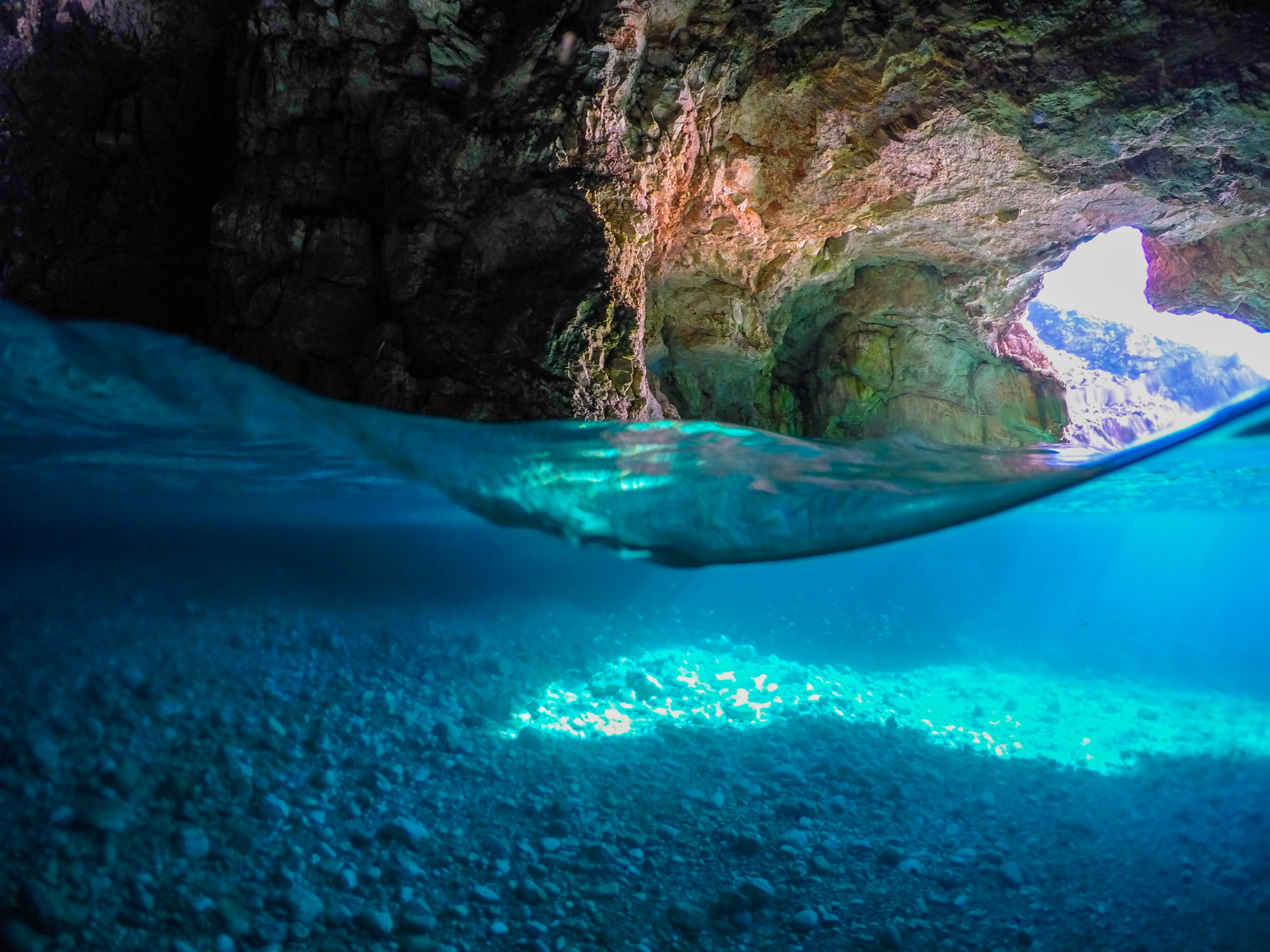
Пещера Дафа
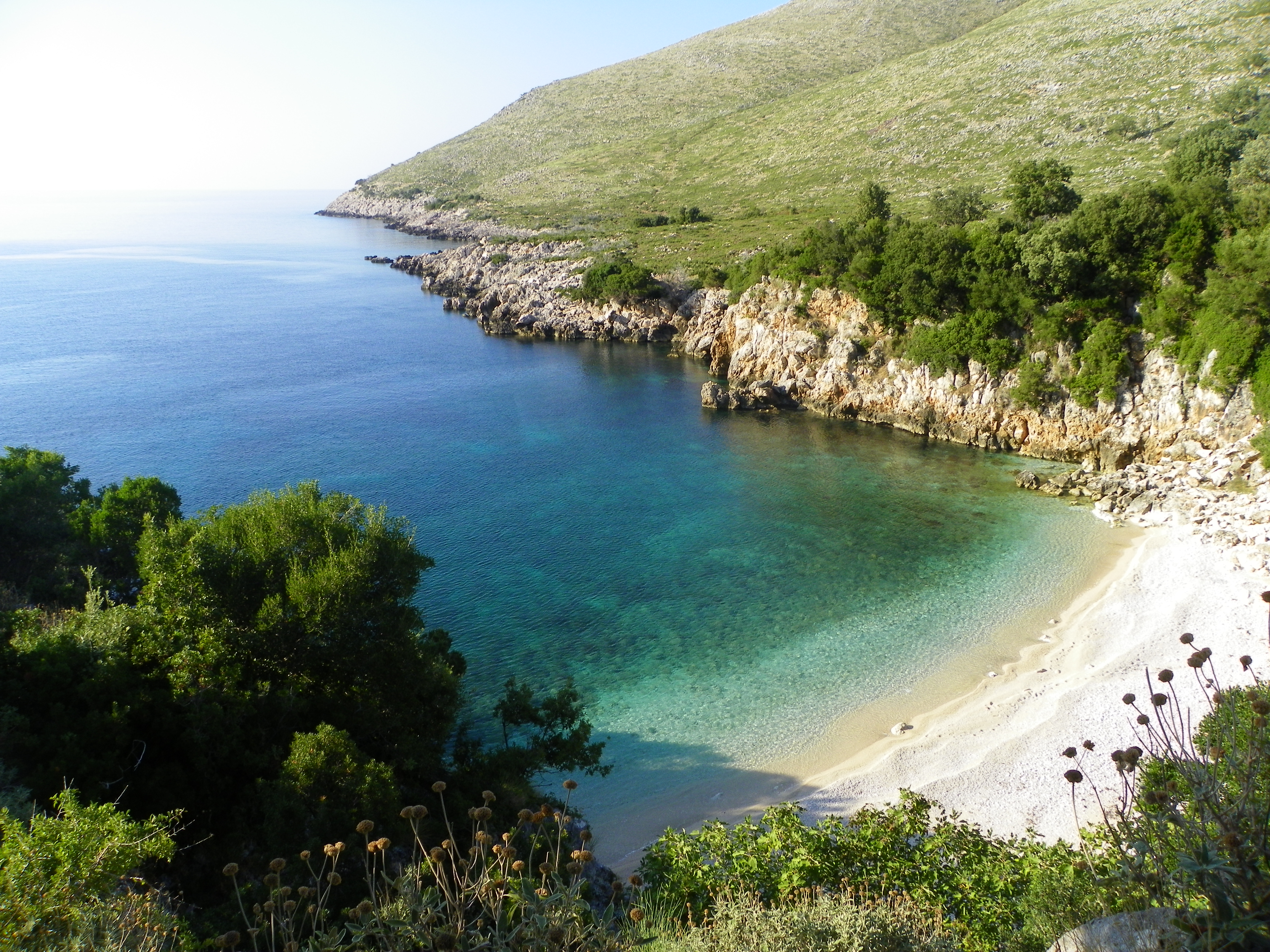
Бухта медведя
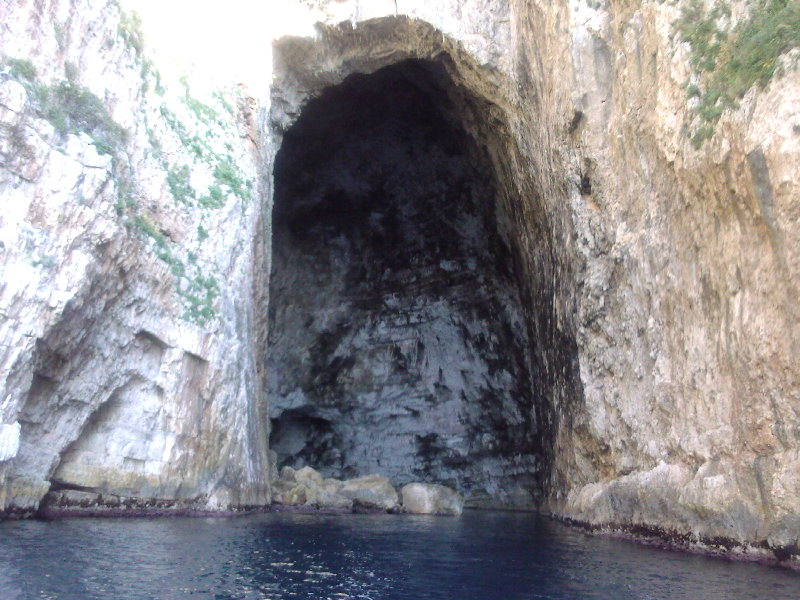
Пещера Хакси Алиу
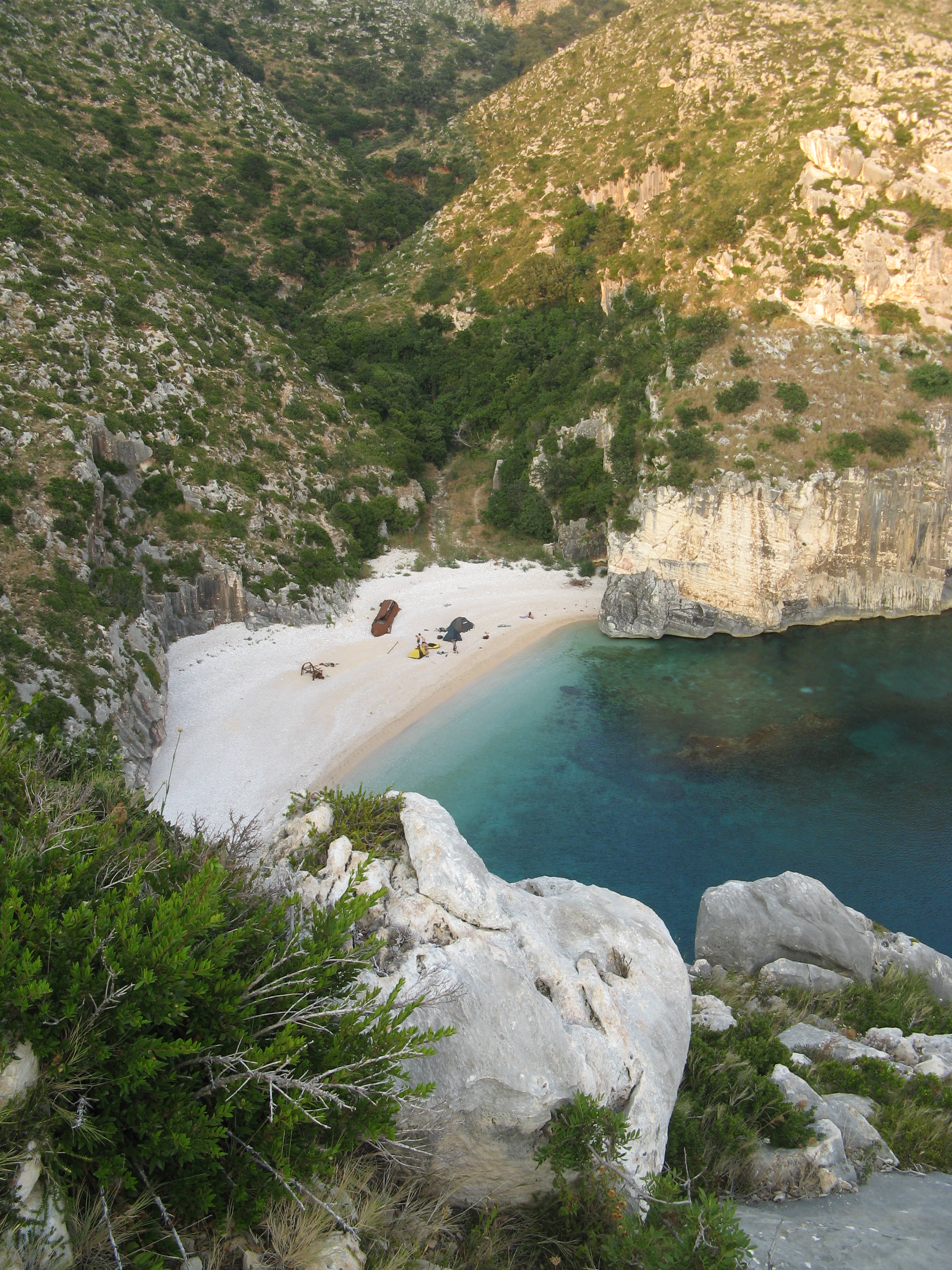
Залив Грама